# Sêrtar
Sêrtar (en tibetano: གསེར་ཐར, wylie: gser rta, ZWPY: Sêrtar ; en chino, 色达; pinyin, Sèdá)  es un condado bajo la administración directa de la Prefectura Garze. Se ubica al oeste de la provincia de Sichuan, en el corazón geográfico de la República Popular China. Su área es de 8780 km² y su población total para 2010 superó los 58 mil habitantes,
La ciudad es famosa por tener el más grande Instituto budista del mundo: El Larung Gar, creado por el lama Jigme Phuntsok en 1980 y hoy congrega a más de 40 000 budistas de todo el mundo.

## Administración
El Condado Sêrtar se divide en 16 pueblos que se administran en 11 poblados y 5 villas.

## Toponimia
Sêrtar es una palabra tibetana que significa 'caballo dorado', por lo que el condado también se llama en chino Jinma (金马 'caballo dorado'). Debe su nombre a una pieza de oro con forma de caballo encontrada en la capital del condado.

## Economía
Una de las principales columnas de la economía local es la ganadería y la agricultura, el 80% de la població se dedica a ello, incluso su nombre en tibetano significa caballo dorado que según una leyenda apareció en un estanque de colores. Otro de los grandes pilares es la minería de oro, cobre, plata, estaño y zinc. La ciudad tiene grandes zonas de bosque espeso, lo que se traduce a reservas de madera y cuenta con fuentes hídricas que producen 360 400 kilovatios al año.
Una de las principales columnas de la economía local es la ganadería y la agricultura, el 80% de la població se dedica a ello, incluso su nombre en tibetano significa caballo dorado que según una leyenda apareció en un estanque de colores. Otro de los grandes pilares es la minería de oro, cobre, plata, estaño y zinc. La ciudad tiene grandes zonas de bosque espeso, lo que se traduce a reservas de madera y cuenta con fuentes hídricas que producen 360 400 kilovatios al año.

## Clima
Situada en una margen de la meseta Tibetana a una altitud promedio de 4127 m s. n. m.. Las temperaturas oscilan entre un máximo de 30 °C en verano y un mínimo de -30 °C en invierno.
| Parámetros climáticos promedio de Sêrtar a 3894 m s.n.m. (1991–2020 promedio, extremas 1981–2010) | Parámetros climáticos promedio de Sêrtar a 3894 m s.n.m. (1991–2020 promedio, extremas 1981–2010) | Parámetros climáticos promedio de Sêrtar a 3894 m s.n.m. (1991–2020 promedio, extremas 1981–2010) | Parámetros climáticos promedio de Sêrtar a 3894 m s.n.m. (1991–2020 promedio, extremas 1981–2010) | Parámetros climáticos promedio de Sêrtar a 3894 m s.n.m. (1991–2020 promedio, extremas 1981–2010) | Parámetros climáticos promedio de Sêrtar a 3894 m s.n.m. (1991–2020 promedio, extremas 1981–2010) | Parámetros climáticos promedio de Sêrtar a 3894 m s.n.m. (1991–2020 promedio, extremas 1981–2010) | Parámetros climáticos promedio de Sêrtar a 3894 m s.n.m. (1991–2020 promedio, extremas 1981–2010) | Parámetros climáticos promedio de Sêrtar a 3894 m s.n.m. (1991–2020 promedio, extremas 1981–2010) | Parámetros climáticos promedio de Sêrtar a 3894 m s.n.m. (1991–2020 promedio, extremas 1981–2010) | Parámetros climáticos promedio de Sêrtar a 3894 m s.n.m. (1991–2020 promedio, extremas 1981–2010) | Parámetros climáticos promedio de Sêrtar a 3894 m s.n.m. (1991–2020 promedio, extremas 1981–2010) | Parámetros climáticos promedio de Sêrtar a 3894 m s.n.m. (1991–2020 promedio, extremas 1981–2010) | Parámetros climáticos promedio de Sêrtar a 3894 m s.n.m. (1991–2020 promedio, extremas 1981–2010) |
| Mes                                                                                               | Ene.                                                                                              | Feb.                                                                                              | Mar.                                                                                              | Abr.                                                                                              | May.                                                                                              | Jun.                                                                                              | Jul.                                                                                              | Ago.                                                                                              | Sep.                                                                                              | Oct.                                                                                              | Nov.                                                                                              | Dic.                                                                                              | Anual                                                                                             |
| ------------------------------------------------------------------------------------------------- | ------------------------------------------------------------------------------------------------- | ------------------------------------------------------------------------------------------------- | ------------------------------------------------------------------------------------------------- | ------------------------------------------------------------------------------------------------- | ------------------------------------------------------------------------------------------------- | ------------------------------------------------------------------------------------------------- | ------------------------------------------------------------------------------------------------- | ------------------------------------------------------------------------------------------------- | ------------------------------------------------------------------------------------------------- | ------------------------------------------------------------------------------------------------- | ------------------------------------------------------------------------------------------------- | ------------------------------------------------------------------------------------------------- | ------------------------------------------------------------------------------------------------- |
| Temp. máx. abs. (°C)                                                                              | 15.5                                                                                              | 14.1                                                                                              | 17.4                                                                                              | 20.5                                                                                              | 22.5                                                                                              | 23.6                                                                                              | 26.2                                                                                              | 23.7                                                                                              | 22.9                                                                                              | 20.9                                                                                              | 16.7                                                                                              | 13.1                                                                                              | '                                                                                                 |
| Temp. máx. media (°C)                                                                             | 1.5                                                                                               | 3.5                                                                                               | 6.2                                                                                               | 9.7                                                                                               | 13.4                                                                                              | 15.9                                                                                              | 17.5                                                                                              | 17.3                                                                                              | 15.2                                                                                              | 10.2                                                                                              | 5.6                                                                                               | 2.5                                                                                               | 9.9                                                                                               |
| Temp. media (°C)                                                                                  | -9.9                                                                                              | -7.0                                                                                              | -3.0                                                                                              | 1.6                                                                                               | 5.6                                                                                               | 9.1                                                                                               | 10.6                                                                                              | 9.9                                                                                               | 7.3                                                                                               | 1.9                                                                                               | -4.5                                                                                              | -9.0                                                                                              | 1.1                                                                                               |
| Temp. mín. media (°C)                                                                             | -18.8                                                                                             | -15.4                                                                                             | -10.2                                                                                             | -4.8                                                                                              | -0.5                                                                                              | 3.9                                                                                               | 5.2                                                                                               | 4.3                                                                                               | 1.9                                                                                               | -3.5                                                                                              | -11.4                                                                                             | -17.3                                                                                             | -5.6                                                                                              |
| Temp. mín. abs. (°C)                                                                              | -32.2                                                                                             | -28.1                                                                                             | -23.4                                                                                             | -15.9                                                                                             | -9.7                                                                                              | -6.3                                                                                              | -3.3                                                                                              | -6.5                                                                                              | -8.3                                                                                              | -15.7                                                                                             | -28.9                                                                                             | -32.0                                                                                             | '                                                                                                 |
| Precipitación total (mm)                                                                          | 4.1                                                                                               | 7.3                                                                                               | 18.2                                                                                              | 31.2                                                                                              | 69.8                                                                                              | 145.2                                                                                             | 139.3                                                                                             | 114.1                                                                                             | 107.1                                                                                             | 45.0                                                                                              | 7.5                                                                                               | 3.4                                                                                               | 692.2                                                                                             |
| Días de precipitaciones (≥ 0.1 mm)                                                                | 4.2                                                                                               | 6.5                                                                                               | 11.1                                                                                              | 13.9                                                                                              | 19.1                                                                                              | 23.4                                                                                              | 21.2                                                                                              | 19.2                                                                                              | 19.8                                                                                              | 14.9                                                                                              | 5.0                                                                                               | 3.6                                                                                               | 161.9                                                                                             |
| Días de nevadas (≥ 1 mm)                                                                          | 6.7                                                                                               | 9.9                                                                                               | 15.1                                                                                              | 17.8                                                                                              | 12.6                                                                                              | 1.9                                                                                               | 0.2                                                                                               | 0.3                                                                                               | 2.8                                                                                               | 15.1                                                                                              | 8.1                                                                                               | 5.3                                                                                               | 95.8                                                                                              |
| Horas de sol                                                                                      | 208.2                                                                                             | 179.9                                                                                             | 194.7                                                                                             | 203.8                                                                                             | 202.7                                                                                             | 177.5                                                                                             | 197.8                                                                                             | 197.3                                                                                             | 179.5                                                                                             | 180.0                                                                                             | 210.0                                                                                             | 221.0                                                                                             | 2352.4                                                                                            |
| Humedad relativa (%)                                                                              | 51                                                                                                | 53                                                                                                | 57                                                                                                | 62                                                                                                | 66                                                                                                | 72                                                                                                | 74                                                                                                | 75                                                                                                | 76                                                                                                | 72                                                                                                | 62                                                                                                | 54                                                                                                | 64.5                                                                                              |
| Fuente: Administración Meteorológica de China                                                     |                                                                                                   |                                                                                                   |                                                                                                   |                                                                                                   |                                                                                                   |                                                                                                   |                                                                                                   |                                                                                                   |                                                                                                   |                                                                                                   |                                                                                                   |                                                                                                   |                                                                                                   |

## Demoliciones e intervención por parte del gobierno Chino
En junio de 2016 el gobierno de la República Popular China ordenó la expulsión de 5 000 monjes del monasterio de Larung Gar y la demolición de la mitad de sus edificios, con el pretexto de buscar reducir su población y mejorar las condiciones de salud y la seguridad en el lugar. De acuerdo a la ONG Free Tibet, las autoridades chinas han amenazado con la total destrucción del monasterio si sus autoridades no cooperan con estas medidas. Ante la medida se ha reportado el suicidio de tres monjes.
De igual forma, las autoridades chinas han prohibido la entrada de cualquier turista extranjero a Sêrtar.